# International Champions Cup
Pour les articles homonymes, voir ICC.
L'International Champions Cup (abrégé ICC) est un ancien tournoi de pré-saison de football amical qui se déroule sur plusieurs continents.
Créé en 2013, ce tournoi remplace le World Football Challenge. Il est disputé par des clubs d’Europe (Top 30 du classement historique de la Ligue des champions ou vainqueur de titres nationaux ou continentaux) et d’Amérique du Nord.
Depuis 2018, un tournoi similaire a été créé pour les équipes féminines, la Women's International Champions Cup. 
L'édition 2020 est annulée en raison de la Pandémie de Covid-19. Il ne fera alors plus son apparition, la faute à un calendrier international trop chargé.

## Format
Le tournoi se compose de deux groupes de quatre équipes, « Eastern group » et « Western group ».
Les groupes ne sont pas opposés, mais les vainqueurs des matchs du premier tour jouent les uns les autres au second tour, et les perdants du premier tour jouent également les uns les autres au second tour.
Les deux équipes avec deux victoires sur les deux premiers matches avancent pour la finale. Pour les autres équipes, les positions dans le tour final sont déterminés par leur position dans leur groupe. 
Les règles sont les suivantes :
- Après 90 minutes de jeu, en cas de match nul, les équipes se départagent par la séance des tirs au but.
- Deux points sont attribués pour une victoire, un point pour une défaite aux tirs au but, et zéro point pour une défaite en temps réglementaire.
- En cas d'égalité de points les critères d'ordre de départage sont les suivants : confrontation directe, différence de buts, buts pour et buts contre.

## Palmarès
|         | Amérique du Nord    | Amérique du Nord   | Australie   | Australie       | Chine             | Chine            | Singapour   | Singapour     |
| Tournoi | Vainqueur           | Deuxième           | Vainqueur   | Deuxième        | Vainqueur         | Deuxième         | Vainqueur   | Deuxième      |
| ------- | ------------------- | ------------------ | ----------- | --------------- | ----------------- | ---------------- | ----------- | ------------- |
| 2013    | Real Madrid         | Chelsea FC         | Non inscrit | Non inscrit     | Non inscrit       | Non inscrit      | Non inscrit | Non inscrit   |
| 2014    | Manchester United   | Liverpool FC       | Non inscrit | Non inscrit     | Non inscrit       | Non inscrit      | Non inscrit | Non inscrit   |
| 2015    | Paris Saint-Germain | New York Red Bulls | Real Madrid | AS Rome         | Real Madrid       | AC Milan         | Non inscrit | Non inscrit   |
| 2016    | Paris Saint-Germain | Liverpool FC       | Juventus FC | Atlético Madrid | Pas de vainqueur  | Pas de vainqueur | Non inscrit | Non inscrit   |
| 2017    | FC Barcelone        | Manchester City    | Non inscrit | Non inscrit     | Borussia Dortmund | Inter Milan      | Inter Milan | Bayern Munich |

| Tournoi masculin | Tournoi masculin              | Tournoi masculin              | Tournoi masculin              | Tournoi féminin               | Tournoi féminin               | Tournoi féminin               | Tournoi féminin               |
| Année            | Vainqueur                     | Deuxième                      | Troisième                     | Année                         | Vainqueur                     | Deuxième                      | Troisième                     |
| ---------------- | ----------------------------- | ----------------------------- | ----------------------------- | ----------------------------- | ----------------------------- | ----------------------------- | ----------------------------- |
| 2018             | Tottenham Hotspur             | Borussia Dortmund             | Inter Milan                   | 2018                          | North Carolina Courage        | Olympique lyonnais            | Manchester City               |
| 2019             | Benfica                       | Atlético Madrid               | Manchester United             | 2019                          | Olympique lyonnais            | North Carolina Courage        | Manchester City               |
| 2020             | Annulé pour cause de Covid-19 | Annulé pour cause de Covid-19 | Annulé pour cause de Covid-19 | Annulé pour cause de Covid-19 | Annulé pour cause de Covid-19 | Annulé pour cause de Covid-19 | Annulé pour cause de Covid-19 |
| 2021             | Annulé                        | Annulé                        | Annulé                        | 2021                          | Portland Thorns               | Olympique lyonnais            | FC Barcelone                  |
| 2022             |                               |                               |                               | 2022                          | Olympique lyonnais            | CF Monterrey                  | Chelsea                       |

À partir de 2018, il n'y a plus de distinction géographique pour le classement masculin, et le tournoi féminin fait son apparition.

## Meilleurs buteurs de l'histoire de la compétition
| Joueur                    | Buts |
| ------------------------- | ---- |
| Stevan Jovetić            | 8    |
| Robbie Keane              | 5    |
| Eden Hazard               | 5    |
| Raheem Sterling           | 5    |
| Cristiano Ronaldo         | 4    |
| Wayne Rooney              | 4    |
| Marcelo                   | 4    |
| Luis Suárez               | 4    |
| Lucas Moura               | 4    |
| Munir El Haddadi          | 4    |
| Karim Benzema             | 4    |
| Marco Asensio             | 4    |
| Gareth Bale               | 4    |
| Oscar                     | 3    |
| Dimitrios Diamantakos     | 3    |
| Jean-Kévin Augustin       | 3    |
| Juan Mata                 | 3    |
| Zlatan Ibrahimovic        | 3    |
| Julian Green              | 3    |
| Franck Ribéry             | 3    |
| Pierre-Emerick Aubameyang | 3    |
| Jesse Lingard             | 3    |
| Neymar                    | 3    |
| Éder                      | 3    |
| Christian Pulisic         | 3    |
| Sadio Mané                | 3    |
| Alexandre Lacazette       | 3    |

N.B. : 3 buts minimum

## Éditions

### 2013
Le tournoi comprend 8 équipes : Real Madrid, Chelsea, AC Milan, Los Angeles Galaxy, Valence, Everton, Inter Milan et Juventus.
Le Real Madrid bat en finale Chelsea sur le score de 3 buts à 1.

### 2014
Pour sa deuxième édition, le tournoi comprend 8 équipes réparties en deux groupes : Real Madrid, Inter Milan, AS Roma et Manchester United (Groupe A) ; Manchester City, Liverpool, AC Milan, et Olympiakos (Manchester United termine en tête du groupe A, Liverpool domine le groupe B.
Manchester United bat en finale Liverpool sur le score de 3 buts à 1.

### 2015
Pour sa troisième édition, le tournoi comprend quinze équipes et se déroule dans trois sous-tournois répartis en trois zones géographiques (États-Unis, Chine et Australie). Pour la zone États-Unis, les dix équipes en course sont : FC Barcelone, Chelsea FC, Paris Saint-Germain, Manchester United, Benfica, Fiorentina, Los Angeles Galaxy, New York Red Bulls, San José Earthquakes et Club América. Pour la zone Chine, on retrouve Inter Milan, AC Milan et Real Madrid. Ce dernier club participe également à la zone Australie avec AS Roma et Manchester City.
Pour les zones Chine et Australie, les trois équipes s'affrontent toutes une fois et c'est le principe d'un mini-championnat qui est adopté. Pour la zone États-Unis, c'est également le principe d'un classement qui est retenu, mais les équipes ne s'affrontent pas toutes entre elles, car chaque équipe ne dispute que quatre rencontres au total. 3 points sont attribués à une équipe qui remporte un match, 0 en cas de défaite. En cas de match nul, une séance de tirs au but départage les équipes. Si une équipe est battue aux tirs au but, elle remporte 1 point, celle qui gagne les tirs au but remporte 2 points. Trois équipes de la Major League Soccer participent à ce tournoi. Leurs confrontations dans leur championnat national sont comptabilisées pour le classement. Elles n'affrontent donc que deux équipes étrangères chacune.
Le Real Madrid remporte les tournois australien et chinois. Le Paris-Saint-Germain remporte le tournoi américain avec trois victoires contre Benfica, la Fiorentina et Manchester United, et une défaite aux tirs au but contre Chelsea.

### 2016
Pour sa quatrième édition, le tournoi comprend toujours quinze équipes et le tournoi se déroule toujours dans trois sous-tournois répartis en trois zones géographiques (États-Unis, Chine et Australie). 
- Zone États-Unis et Europe : Chelsea, Leicester City, Liverpool, Paris Saint-Germain, Bayern Munich, Inter Milan, AC Milan, Celtic, FC Barcelone et Real Madrid
- Zone Chine : Manchester City, Manchester United et Borussia Dortmund
- Zone Australie : Tottenham Hotspur, Juventus et Atlético de Madrid

Note : les équipes notées en gras sont les équipes ayant remporté leur tournoi

 Il n'y a pas de vainqueur dans l'édition chinoise.

### 2017
Pour cette édition, la compétition comprend 15 équipes réparties dans trois groupes : 
- USA = FC Barcelone (Vainqueur ), Manchester City, Juventus, Rome, Manchester United, Tottenham, Paris SG et Réal Madrid. 
- Chine = Dortmund ( Vainqueur), Inter Milan, Milan, Arsenal, Bayern Munich et Lyon. 
- Singapour = Inter Milan ( Vainqueur ), Bayern Munich et Chelsea. 

### 2018
Pour sa sixième édition, le tournoi comprend 18 équipes européennes : Borussia Dortmund, Manchester City, Arsenal, Atlético Madrid, FC Barcelone, Bayern Munich, Benfica Lisbonne, Chelsea, Inter Milan, Juventus, Liverpool FC, Manchester United, AC Milan, Olympique lyonnais, Paris Saint-Germain, Real Madrid, AS Rome, Tottenham Hotspur.
La première édition féminine a lieu en 2018 et réunit 4 équipes dont une américaine et trois européennes : Courage de la Caroline du Nord, Manchester City, l'Olympique lyonnais et Paris Saint-Germain.

### 2019
Pour sa septième édition, le tournoi comprend 12 équipes dont onze européennes et une américaine : Bayern Munich, Arsenal FC, Manchester United, Tottenham Hotspur, Atlético Madrid, Real Madrid, ACF Fiorentina, Inter Milan, Juventus FC, AC Milan, CD Guadalajara et Benfica Lisbonne.
La seconde édition féminine a lieu en 2019 et réunit 4 équipes dont une américaine et trois européennes : Courage de la Caroline du Nord, Manchester City, Olympique lyonnais et Atletico de Madrid.

### 2020
Le 11 avril, l'organisation du tournoi annonce que les deux compétitions (masculine et féminine) n'auront pas lieu cette année, en raison de la pandémie de Covid-19.